# 9696 Jaffe
9696 Jaffe eller 6628 P-L är en asteroid i huvudbältet som upptäcktes den 24 september 1960 av den nederländsk-amerikanske astronomen Tom Gehrels och det nederländska astronomparet Ingrid van Houten-Groeneveld och Cornelis Johannes van Houten vid Palomarobservatoriet. Den är uppkallad efter den amerikanske astronomen Walter J. Jaffe.
Den tillhör asteroidgruppen Massalia.